# Secret Hitler
(Tagline di Secret Hitler)
Secret Hitler (lett. dall'inglese "Hitler Segreto" o anche "Hitler Nascosto") è un gioco da tavolo ambientato nella Germania del 1930. I giocatori vengono divisi in liberali e nazisti (nell'originale inglese fascists). Le due squadre hanno due obiettivi diversi: i liberali ottengono la vittoria nel momento in cui vengono approvate cinque leggi liberali, oppure se Hitler viene ucciso durante il gioco; dall'altra parte i nazisti vincono nel momento in cui vengono approvate sei leggi naziste, oppure se Hitler è eletto Cancelliere dopo che sono state approvate tre leggi naziste.

## Gioco

### Preparazione
Ai giocatori è assegnato casualmente e segretamente un ruolo tra liberali, nazisti e Hitler. Presa visione del proprio ruolo, tutti chiudono gli occhi. Se i giocatori sono 5 o 6, il nazista e Hitler aprono gli occhi e si riconoscono, dopodiché li richiudono e, al segnale convenuto, tutti li riaprono. Se i giocatori sono più di 6, tutti stringono il pugno sul tavolo, poi i nazisti aprono gli occhi per riconoscersi tra loro e per riconoscere Hitler, che avrà mantenuto gli occhi chiusi tenendo il pugno sul tavolo con il pollice alzato. Dopodiché, i nazisti richiudono gli occhi e al segnale convenuto tutti li riaprono. In questo modo i liberali non si conoscono tra loro, mentre i nazisti sanno chi sono gli altri nazisti e chi è Hitler, il quale a sua volta non sa con chi è in squadra.
Il numero dei ruoli varia a seconda del numero di giocatori:
| Giocatori | Liberali | Nazisti    | Note                               |
| --------- | -------- | ---------- | ---------------------------------- |
| 5         | 3        | 1 + Hitler | Hitler sa con chi è in squadra     |
| 6         | 4        | 1 + Hitler | Hitler sa con chi è in squadra     |
| 7         | 4        | 2 + Hitler | Hitler non sa con chi è in squadra |
| 8         | 5        | 2 + Hitler | Hitler non sa con chi è in squadra |
| 9         | 5        | 3 + Hitler | Hitler non sa con chi è in squadra |
| 10        | 6        | 3 + Hitler | Hitler non sa con chi è in squadra |

### Svolgimento

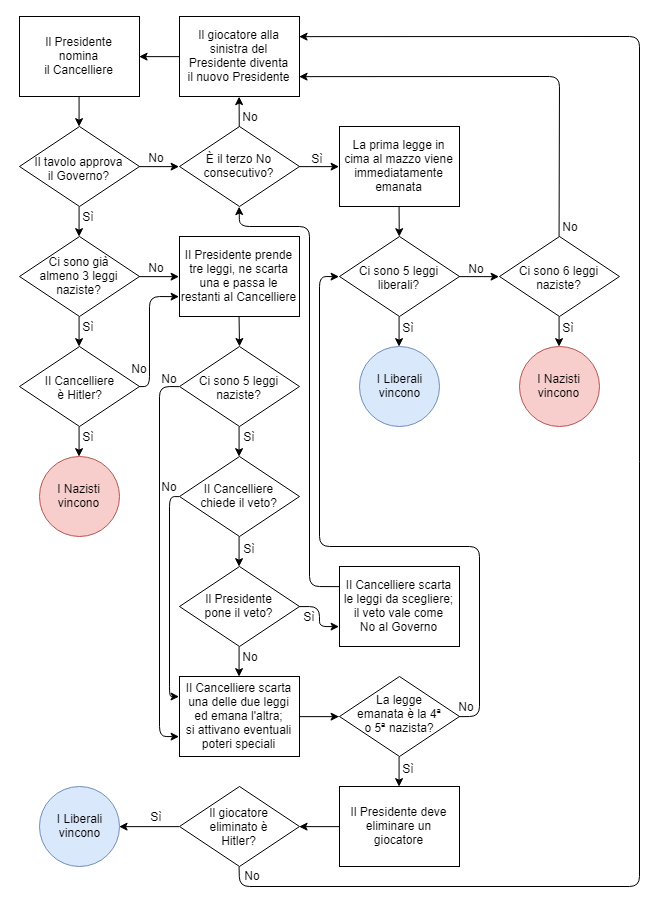
Svolgimento del gioco

Il gioco inizia assegnando casualmente il ruolo di Presidente a un giocatore. Questi nomina un Cancelliere fra gli altri. Tutti discutono sulla scelta e votano se sono favorevoli o contrari alla coppia così formata che andrà a produrre una nuova legge: il voto è espresso ponendo coperta davanti a sé una tra le due carte Ja (sì) o Nein (no) che verranno rivelate simultaneamente. In questo modo tutti potranno vedere come gli altri hanno votato:
- se più del 50% dei votanti si è espresso favorevole, il Presidente pesca tre carte Leggi coperte, ne scarta una sempre coperta e passa le restanti al Cancelliere: questi sceglie quella che diverrà legge ponendola scoperta sul rispettivo tabellone, e scarta l'altra (i giocatori quindi non sanno quali leggi siano in mano al Presidente e al Cancelliere, ma possono solo fidarsi della loro parola). Fatto ciò, il Presidente passa il suo ruolo al giocatore alla sua sinistra che a sua volta nominerà un Cancelliere;
- se la coppia non riceve la fiducia, il Presidente passa il suo ruolo al giocatore alla sua sinistra che a sua volta nominerà un Cancelliere. Nel caso in cui il tavolo rifiuti tre governi di fila, la carta in cima al mazzo Leggi viene rivelata ed immediatamente promulgata (in questo caso qualsiasi potere speciale garantito da questa politica è ignorato, ma tutti i giocatori diventano eleggibili alla carica di Cancelliere durante la successiva elezione).

I giocatori che hanno partecipato alla scelta dell'ultima legge (sia il Presidente sia il Cancelliere) non possono ricevere la nomina a Cancelliere se si gioca in 6 o più persone; se si gioca in 5, solo il Cancelliere che ha scelto l'ultima legge non può ricevere la nomina.
Si continua così fino alla vittoria di una delle due squadre.

### Poteri speciali del Presidente
L'approvazione di una legge nazista potrebbe attivare un potere speciale per il Presidente di quel turno: verificare il gruppo di appartenenza di un altro giocatore, controllare segretamente le prime tre carte del mazzo Leggi, indire un'elezione speciale, giustiziare un altro giocatore o porre un veto.
- Verifica della lealtà: il Presidente sceglie un giocatore che deve mostrargli segretamente la sua tessera Fazione (non il ruolo). A sua discrezione, il Presidente può rendere pubblico l'esito dell’interrogazione o mentire;
- Controllo delle leggi: il Presidente guarda segretamente le prime tre carte Leggi per poi riporle nel mazzo senza cambiarne l'ordine;
- Elezione speciale: il Presidente sceglie il giocatore che ricoprirà la sua carica nel turno successivo. Indipendentemente che il giocatore scelto venga accettato o meno dal tavolo, dopo di lui la carica andrà al giocatore alla sinistra di chi lo ha scelto.
- Giustiziare un giocatore: il Presidente sceglie quale giocatore eliminare dal gioco. Se l'eliminato è Hitler, questi mostra la sua carta Ruolo e i liberali vincono; altrimenti dichiara di non essere Hitler senza rivelare il suo ruolo e la partita prosegue naturalmente senza che possa parlare, votare o essere eletto;
- Potere di veto: dopo che sono state promulgate cinque leggi naziste, l'Esecutivo può esercitare il diritto di veto. Dopo aver ottenuto la fiducia, il Presidente pesca le tre carte, ne scarta una e passe le restanti al Cancelliere. Quest'ultimo se vuole può, anziché emanare una legge, chiedere al Presidente il veto. Se il Presidente accetta, le leggi in mano al Cancelliere vengono scartate e il Presidente passa il suo ruolo al giocatore successivo; altrimenti, il Cancelliere è obbligato ad emanare una delle due leggi. Quando il veto viene approvato conta come una non fiducia al governo e perciò concorre al computo di governi non eletti.

L'attivazione dei poteri speciali dipende dal numero di leggi naziste approvate e dal numero di giocatori, secondo la seguente tabella:
| N° giocatori | Leggi naziste         | Leggi naziste         | Leggi naziste         | Leggi naziste            | Leggi naziste                             | Leggi naziste       |
| N° giocatori | 1ª                    | 2ª                    | 3ª                    | 4ª                       | 5ª                                        | 6ª                  |
| ------------ | --------------------- | --------------------- | --------------------- | ------------------------ | ----------------------------------------- | ------------------- |
| 5 - 6        | -                     | -                     | Controllo delle leggi | Giustiziare un giocatore | Giustiziare un giocatore + Potere di veto | (I nazisti vincono) |
| 7 - 8        | -                     | Verifica della lealtà | Elezione speciale     | Giustiziare un giocatore | Giustiziare un giocatore + Potere di veto | (I nazisti vincono) |
| 9 - 10       | Verifica della lealtà | Verifica della lealtà | Elezione speciale     | Giustiziare un giocatore | Giustiziare un giocatore + Potere di veto | (I nazisti vincono) |

## Equilibrio di gioco
Le regole di gioco tentano di instaurare un equilibrio tra le fazioni liberale e nazista, in modo che nessuna delle due parti possa avere un vantaggio decisivo rispetto all'altra. Difatti:
- solo i nazisti hanno il vantaggio di sapere "chi è chi", però nelle partite con 7 o più giocatori chi impersona Hitler (che di fatto è il giocatore più importante all'interno della partita) non sa chi tra gli altri è suo alleato, esattamente come gli altri liberali;
- nel mazzo leggi ci sono 11 carte naziste e solo 6 carte democratiche, ma i liberali necessitano di una carta in meno rispetto ai nazisti per vincere;
- se le leggi liberali vengono approvate troppo rapidamente, il rischio di pescare solo carte naziste aumenta, ma dopo 5 leggi naziste i liberali possono sfruttare il potere di veto, se hanno avuto la sfortuna di pescare solo leggi naziste;
- i nazisti si trovano in inferiorità numerica rispetto ai liberali, però possono cercare di sviare l'attenzione su altri liberali, approfittando anche delle occasioni in cui questi siano obbligati a dover promulgare leggi naziste;
- i nazisti hanno il vantaggio di poter vincere facendo sì che Hitler venga eletto Cancelliere dopo la terza legge nazista, ma Hitler rischia di essere eliminato dal gioco se il Presidente di turno lo sceglie come giocatore da eliminare. Per questo motivo Hitler deve cercare di comportarsi come un liberale e di non cadere in contraddizione con gli altri giocatori, però in questo modo rischia di dover promulgare una o più leggi liberali arrecando danno alla propria fazione.

## Strategia
Nel regolamento è presente una piccola sezione dove sono raccolti alcuni suggerimenti. Si tratta di pochi concetti base rivolti in particolare ai giocatori alle prime armi, ma che ad ogni modo si possono imparare anche autonomamente facendo esperienza di gioco in più sessioni.
- Tutti dovrebbero dichiararsi liberali. Poiché la fazione liberale ha la maggioranza, è molto facile tagliare fuori chiunque si dichiari nazista. Un nazista non ha alcun vantaggio ad esporsi pubblicamente al tavolo. Inoltre, i liberali dovrebbero sempre dire la verità: un liberale infatti cerca di capire chi tra gli altri è un nazista, ma mentendo pone la sua fazione in considerevole svantaggio;[2]
- I nazisti vincono più spesso per l'elezione di Hitler che per l'emanazione di sei leggi naziste: eleggere Hitler non è una condizione di vittoria secondaria o opzionale, bensì il cardine di una strategia nazista vincente. Per questo motivo Hitler dovrebbe fingersi liberale il più possibile scegliendo politiche liberali e votando a favore di governi liberali, lasciando che siano gli altri a promuovere le leggi naziste. I nazisti infatti vincono manipolando subdolamente il tavolo ed aspettando il momento opportuno per attivare le politiche naziste;[2]
- Molto spesso i liberali trovano vantaggio da uno svolgimento di gioco lento e discutere sulle informazioni a disposizione. Al contrario, i nazisti trovano vantaggio da uno svolgimento veloce e creando confusione.[2]

## Sviluppo
Secret Hitler è stato creato da Max Temkin (co-ideatore di Carte contro l'umanità e Humans vs. Zombies), Mike Boxleiter (co-fondatore di Mikengreg, la casa sviluppatrice di Solipskier e TouchTone) e Tommy Maranges, ed illustrato da Mackenzie Schubert. L'idea originale, sviluppata da Boxleiter e Maranges, era una rivisitazione della variante Avalon del gioco da tavolo The Resistance, dove Temkin pensò di inserire delle meccaniche ispirata dal gioco Werewolf. Il 23 ottobre 2015 Temkin lanciò una campagna Kickstarter dove il budget da raggiungere era di 54.450$. Il progetto raggiunse il 200% della somma richiesta entro 24 ore dal lancio della campagna che finì il 23 dicembre 2015, con un totale di 1.479.046$ raccolti da 34.565 persone, rendendolo uno dei giochi da tavolo più di successo nella storia di Kickstarter. Contestualmente, nel novembre 2015, venne rilasciata un'edizione print-and-play freeware sotto la licenza Creative Commons CC BY-NC-SA 4.0, tuttora disponibile.
Secret Hitler venne inizialmente distribuito a coloro che ne finanziarono il progetto a partire dal 25 agosto 2016, e dopo poco è entrato in commercio. La copia fisica è prodotta da Breaking Games, una divisione di AdMagic, e distribuita da Blackbox, fondata dai creatori di Cards Against Humanity. È disponibile un'app ufficiale con la voce di Wil Wheaton, Secret Hitler Companion, da utilizzare unitamente alla copia fisica. Secondo il New York Times, le vendite del gioco hanno beneficiato dell'interesse suscitato dal tema del fascismo, insieme alle elezioni presidenziali statunitensi del 2016. Nel febbraio 2017, copie gratuite di Secret Hitler furono spedite a tutti i 100 membri del Senato statunitense. Inoltre, nel giugno 2017, è stata rilasciata la versione The Trump Pack, che vede al posto delle carte naziste le figure di Donald Trump e dei membri della sua amministrazione in quel momento (ossia Sean Spicer, Stephen Miller, Steve Bannon e Mike Pence.